# قانون تعطیلات یکنواخت دوشنبه
قانون تعطیلات دوشنبه یکنواخت (Pub. L. 90–۳۶۳, ۸۲ Stat. ۲۵۰, تصویب شده در ۲۸ ژوئن ۱۹۶۸) یک قانون کنگره است که به طور دائم دو تعطیلات فدرال در ایالات متحده را به دوشنبه منتقل کرد، که عبارتند از: تولد واشینگتن و روز یادبود، و همچنین روز کلمب را به عنوان تعطیلات فدرال، نیز به طور دائم در روز دوشنبه، تعیین کرد. این امر باعث ایجاد آخر هفته‌های طولانی با سه روز تعطیلی شد که با تعطیلات پایان می‌یافت، مانند آخر هفته روز یادبود.
روز کهنه سربازان از ۱۱ نوامبر به چهارمین دوشنبه ماه اکتبر منتقل شد، اما در سال ۱۹۷۸ به ۱۱ نوامبر، تاریخ واقعی پایان جنگ جهانی اول و جشنی که در چندین کشور اروپایی به عنوان روز آتش‌بس برگزار می‌شود، بازگردانده شد.
این قانون در ۱ ژوئن ۱۹۶۸ به امضا رسید و در ۱ ژانویه ۱۹۷۱ به اجرا درآمد.

## پیشینه
این قانون برای افزایش تعداد آخر هفته‌های طولانی برای کارمندان فدرال، که هدف مورد علاقه صنعت گردشگری بود، طراحی شد. روز کهنه سربازان از این لیست تعطیلات «همیشه دوشنبه» حذف شد و طبق قانون کنگره در سال ۱۹۷۵، به تاریخ سنتی ۱۱ نوامبر بازگردانده شد که از سال ۱۹۷۸ به اجرا درآمد.
این قانون به طور رسمی نام تولد واشینگتن را به «روز رئیس‌جمهورها» تغییر نداد و همچنین تولد واشینگتن را با تولد لینکلن ترکیب نکرد، علیرغم پیشنهاداتی که برای این دو تغییر وجود داشت. بسیاری از ایالت‌های ایالات متحده نسخه‌ای از نام «روز رئیس‌جمهورها» را پذیرفته‌اند. این تصور که نام تغییر کرده است از این واقعیت ناشی می‌شود که این قانون گرامیداشت فدرال تولد واشینگتن را در هفته ۱۵ تا ۲۱ فوریه قرار داد و از آنجایی که این هفته همیشه بین تولد لینکلن (۱۲ فوریه) و واشینگتن (۲۲ فوریه) قرار می‌گیرد، اما هرگز شامل هیچ یک از این تاریخ‌ها نمی‌شود، ارجاعات عمومی منجر به عنوانی شده است که هر دو رئیس‌جمهور را به رسمیت می‌شناسد. تا سال ۱۹۹۸، دوازده ایالت ایالات متحده به طور رسمی این تعطیلات را «روز رئیس‌جمهورها» می‌نامند. تعطیلات تولد لینکلن با استثنائات بسیار محدود دیگر اصلاً برگزار نمی‌شود، حداقل در تاریخ واقعی خود، اگرچه برخی ایالت‌ها آن را با تولد واشینگتن ترکیب می‌کنند.
اگرچه این تعطیلات در آن زمان وجود نداشت، تولد مارتین لوتر کینگ جونیور، که در سال ۱۹۸۳ تأسیس شد و برای اولین بار در سال ۱۹۸۶ برگزار گردید، به همین دلایل در سومین دوشنبه ژانویه، که در ۱۵ تا ۲۱ ژانویه قرار می‌گیرد، به جای تاریخ واقعی تولد کینگ، ۱۵ ژانویه، جشن گرفته می‌شود.